# Nati nel 1921/Ottobre
| Questa pagina contiene informazioni ricavate automaticamente dalle voci biografiche con l'ausilio del template Bio e di un bot. L'aggiornamento è periodico e automatico e ricostruisce completamente la pagina. Se manca una persona in questa lista, sei pregato di non aggiungerla, ma accertati piuttosto che la sua voce biografica contenga il template Bio e che i dati anagrafici siano correttamente compilati. Se il template Bio manca, inseriscilo tu stesso o, in alternativa, metti l'avviso {{tmp\|Bio}} che ne segnala la mancanza. Se i dati riportati sono sbagliati, correggi direttamente la voce biografica; le modifiche saranno visibili in questa lista entro pochi giorni. Per chiarimenti vedi il progetto biografie. La lista contiene solo le 179 persone che sono citate nell'enciclopedia e per le quali è stato implementato correttamente il template Bio. Pagina aggiornata al 26 lug 2025. |

- 1º ottobre - André Barbault, astrologo francese († 2019)
- 1º ottobre - Luigi Borsari, politico italiano († 1983)
- 1º ottobre - Roger Godement, matematico francese († 2016)
- 1º ottobre - Alma McClelland, giocatrice di poker statunitense († 2000)
- 1º ottobre - Angelo Niculescu, allenatore di calcio e calciatore rumeno († 2015)
- 1º ottobre - Pasquale Poerio, sindacalista e politico italiano († 2002)
- 1º ottobre - Girolamo Rallo, politico italiano († 2005)
- 1º ottobre - Ivo Šuprina, calciatore jugoslavo († 1988)
- 1º ottobre - James Whitmore, attore statunitense († 2009)
- 2 ottobre - Werner Baßler, calciatore tedesco († 1989)
- 2 ottobre - Luigi Candoni, drammaturgo e scrittore italiano († 1974)
- 2 ottobre - Felice Mattioli, scultore italiano († 2005)
- 2 ottobre - Edmund Crispin, scrittore e compositore britannico († 1978)
- 2 ottobre - Mike Nazaruk, pilota automobilistico statunitense († 1955)
- 2 ottobre - Robert Runcie, arcivescovo anglicano britannico († 2000)
- 2 ottobre - Giorgio Scarlatti, pilota automobilistico italiano († 1990)
- 3 ottobre - Wanda Canna, partigiana e antifascista italiana († 2020)
- 3 ottobre - Gedong Bagus Oka, filosofa indonesiana († 2002)
- 3 ottobre - Renato Miglioli, calciatore e allenatore di calcio italiano († 2007)
- 3 ottobre - Michele Provinciali, designer italiano († 2009)
- 3 ottobre - Franco Servello, politico italiano († 2014)
- 3 ottobre - Tesourinha, calciatore brasiliano († 1979)
- 4 ottobre - Francesco Gianniti, giurista e umanista italiano († 2017)
- 4 ottobre - Duane Grey, attore statunitense († 2001)
- 4 ottobre - Argentina Hills, imprenditrice italiana
- 4 ottobre - Aleksandr Kemurdžian, ingegnere aeronautico sovietico († 2003)
- 4 ottobre - Francisco Morales Bermúdez, generale e politico peruviano († 2022)
- 4 ottobre - James Poe, sceneggiatore statunitense († 1980)
- 4 ottobre - Gianni Poggi, tenore italiano († 1989)
- 4 ottobre - Pierre Riché, storico francese († 2019)
- 4 ottobre - Kayo Wnorowski, cestista statunitense († 1998)
- 4 ottobre - Claudio Zaro, calciatore italiano († 2001)
- 5 ottobre - Piero Cazzola, scrittore e slavista italiano († 2015)
- 5 ottobre - Phạm Duy, compositore e cantante vietnamita († 2013)
- 5 ottobre - Carlo Maria Pensa, giornalista e drammaturgo italiano († 2014)
- 5 ottobre - Luis Romero Pérez, pugile spagnolo († 2008)
- 5 ottobre - Bill Willis, giocatore di football americano statunitense († 2007)
- 6 ottobre - Maurice De Muer, ciclista su strada francese († 2012)
- 6 ottobre - Ingvar Gärd, calciatore e allenatore di calcio svedese († 2006)
- 6 ottobre - Giovanni Michelotti, imprenditore e designer italiano († 1980)
- 6 ottobre - Armando Ortolano, calciatore italiano († 2010)
- 7 ottobre - Dirk Dautzenberg, attore tedesco († 2009)
- 7 ottobre - Tommy Farrell, attore statunitense († 2004)
- 7 ottobre - Raymond Goethals, allenatore di calcio e calciatore belga († 2004)
- 7 ottobre - Corrado Maltese, storico dell'arte italiano († 2001)
- 7 ottobre - Yaltah Menuhin, pianista statunitense († 2001)
- 7 ottobre - Aldo Policardi, direttore di coro e violinista italiano († 2015)
- 7 ottobre - Fiorino Tagliaferri, vescovo cattolico italiano († 2002)
- 7 ottobre - Bob Wood, cestista statunitense († 2014)
- 8 ottobre - Michele Giordano, giornalista, scrittore e saggista italiano († 2008)
- 8 ottobre - Enrico Grazioli, calciatore italiano
- 8 ottobre - Egon Jönsson, calciatore svedese († 2000)
- 9 ottobre - Isaac Auerbach, ingegnere e informatico statunitense († 1992)
- 9 ottobre - Michel Boisrond, regista e sceneggiatore francese († 2002)
- 9 ottobre - János Börzsei, calciatore ungherese († 2007)
- 9 ottobre - Wilhelm Johnen, militare e aviatore tedesco († 2002)
- 9 ottobre - Tadeusz Różewicz, poeta, drammaturgo e scrittore polacco († 2014)
- 10 ottobre - James Clavell, scrittore, sceneggiatore e regista australiano († 1994)
- 10 ottobre - Monk Montgomery, bassista statunitense († 1982)
- 10 ottobre - Andrea Zanzotto, poeta, italianista e partigiano italiano († 2011)
- 11 ottobre - John Anderson, allenatore di calcio e calciatore inglese († 2006)
- 11 ottobre - Manuel Costa, ciclista su strada spagnolo
- 11 ottobre - Hans Haferkamp, calciatore tedesco († 1974)
- 11 ottobre - Ada Valeria Ruhl Bonazzola, politica e partigiana italiana († 2004)
- 12 ottobre - Bortolo Bof, ciclista su strada italiano († 2012)
- 12 ottobre - Art Clokey, animatore statunitense († 2010)
- 12 ottobre - Camillo Crociani, dirigente d'azienda e dirigente sportivo italiano († 1980)
- 12 ottobre - Jaroslav Drobný, tennista e hockeista su ghiaccio cecoslovacco († 2001)
- 12 ottobre - Les Horvath, giocatore di football americano statunitense († 1995)
- 12 ottobre - Feliciano Iannella, storico e scrittore italiano († 1993)
- 12 ottobre - Andrea Marchini, militare italiano († 1944)
- 12 ottobre - Luigi Perna, partigiano italiano († 1943)
- 12 ottobre - Dante Piani, calciatore italiano († 2011)
- 12 ottobre - Girolamo Prigione, arcivescovo cattolico italiano († 2016)
- 12 ottobre - Tommaso Sorgi, politico e sociologo italiano († 2018)
- 13 ottobre - Salvador Minuchin, pediatra, psichiatra e psicoterapeuta argentino († 2017)
- 13 ottobre - Yves Montand, cantante e attore italiano († 1991)
- 13 ottobre - Bill Thomas, costumista statunitense († 2000)
- 14 ottobre - Mirko Andreoli, partigiano italiano († 1945)
- 14 ottobre - Aldo Foglio, calciatore e allenatore di calcio italiano
- 14 ottobre - Rufina Sergeevna Gaševa, militare sovietica († 2012)
- 14 ottobre - Andrej Grigor'evič Kalënov, militare russo († 2011)
- 14 ottobre - Luciano Lama, sindacalista, politico e partigiano italiano († 1996)
- 15 ottobre - Seymour Benzer, fisico e genetista statunitense († 2007)
- 15 ottobre - Roberta Jonay, attrice e ballerina statunitense († 1976)
- 15 ottobre - Al Pease, pilota automobilistico canadese († 2014)
- 15 ottobre - Fernando Roldán, calciatore cileno († 2019)
- 15 ottobre - Angelica Rozeanu, tennistavolista rumena († 2006)
- 15 ottobre - Alan Smith, calciatore inglese († 2019)
- 16 ottobre - Andrzej Munk, regista polacco († 1961)
- 16 ottobre - Georges Wilson, attore e regista francese († 2010)
- 17 ottobre - Marija Gorochovskaja, ginnasta sovietica († 2001)
- 17 ottobre - Josef Hronek, calciatore cecoslovacco († 2004)
- 17 ottobre - Henri Lemaître, arcivescovo cattolico belga († 2003)
- 17 ottobre - George Mackay Brown, scrittore e poeta scozzese († 1996)
- 17 ottobre - Dion Ørnvold, calciatore danese († 2006)
- 17 ottobre - Tom Poston, attore statunitense († 2007)
- 18 ottobre - Arturo Catalano Gonzaga, militare italiano († 2000)
- 18 ottobre - Renato Cinquini, montatore italiano
- 18 ottobre - Ivar Eidefjäll, calciatore svedese († 2011)
- 18 ottobre - Jesse Helms, politico statunitense († 2008)
- 19 ottobre - Achille Accili, politico italiano († 2007)
- 19 ottobre - Giacomo Cesaroni, militare italiano († 1942)
- 19 ottobre - François Maesschalck, pallanuotista belga
- 19 ottobre - George Nader, attore statunitense († 2002)
- 19 ottobre - Gunnar Nordahl, calciatore e allenatore di calcio svedese († 1995)
- 19 ottobre - Emilio Pegoraro, politico e partigiano italiano († 2022)
- 19 ottobre - Ester Fiorenza Riposi, partigiana e attivista italiana († 2016)
- 19 ottobre - Giuseppe Viel, politico italiano († 1989)
- 20 ottobre - Manny Ayulo, pilota automobilistico statunitense († 1955)
- 20 ottobre - Einar Eriksson, sollevatore svedese († 2009)
- 20 ottobre - Bob Gregory, fumettista statunitense († 2003)
- 20 ottobre - Roland Laudenbach, scrittore, editore e sceneggiatore francese († 1991)
- 20 ottobre - Heinz Lehmann, scacchista tedesco († 1995)
- 20 ottobre - Renato Migliavacca, saggista e militare italiano († 2011)
- 20 ottobre - Florisa Ruggeri, cestista italiana († 2012)
- 21 ottobre - Malcolm Arnold, compositore, direttore d'orchestra e trombettista inglese († 2006)
- 21 ottobre - Michail Baranov, militare e aviatore sovietico († 1943)
- 21 ottobre - Jane Briggs Hart, aviatrice statunitense († 2015)
- 21 ottobre - Luigi Canzanelli, militare e partigiano italiano († 1944)
- 21 ottobre - Billy Hassett, cestista e allenatore di pallacanestro statunitense († 1992)
- 21 ottobre - Ingrid van Houten-Groeneveld, astronoma olandese († 2015)
- 21 ottobre - Lylian Guyonneau, schermitrice francese († 2004)
- 21 ottobre - Victor McKusick, medico e genetista statunitense († 2008)
- 21 ottobre - Ignazio Nicoli, pittore e incisore italiano († 1989)
- 21 ottobre - Branko Stanković, allenatore di calcio e calciatore jugoslavo († 2002)
- 21 ottobre - John Wilton, diplomatico inglese († 2011)
- 21 ottobre - Giuseppe Zilli, presbitero e giornalista italiano († 1980)
- 22 ottobre - Franco Bagna, militare italiano († 1945)
- 22 ottobre - Georges Brassens, cantautore, poeta e attore francese († 1981)
- 22 ottobre - Francesco Cergoli, calciatore e allenatore di calcio italiano († 2000)
- 22 ottobre - John Field, ballerino e direttore artistico britannico († 1991)
- 22 ottobre - Cuthbert Sebastian, medico e politico nevisiano († 2017)
- 22 ottobre - Franz Seitz Jr., produttore cinematografico, sceneggiatore e regista tedesco († 2006)
- 22 ottobre - Czesław Słania, incisore polacco († 2005)
- 23 ottobre - Denise Duval, soprano francese († 2016)
- 23 ottobre - Billy Pearson, calciatore irlandese († 2009)
- 23 ottobre - Aidano Schmuckher, scrittore e giornalista italiano († 1996)
- 24 ottobre - Anselmo Aramberri, calciatore spagnolo († 2000)
- 24 ottobre - Ted Ditchburn, calciatore inglese († 2005)
- 24 ottobre - Gianandrea Gropplero di Troppenburg, aviatore, militare e partigiano italiano († 2008)
- 24 ottobre - Sena Jurinac, soprano austriaco († 2011)
- 24 ottobre - Martin James Monti, militare statunitense († 2000)
- 24 ottobre - Nadežda Viktorovna Trojan, militare sovietica († 2011)
- 24 ottobre - Giorgina di Wilczek, principessa austriaca († 1989)
- 25 ottobre - Costantino Galbiati, allenatore di calcio e calciatore italiano
- 25 ottobre - Attilio Manenti, politico italiano († 1972)
- 25 ottobre - Michele I di Romania, re rumeno († 2017)
- 25 ottobre - Yasuyoshi Tokuma, produttore cinematografico giapponese († 2000)
- 26 ottobre - Frido Frey, cestista tedesco († 2000)
- 26 ottobre - Joe Fulks, cestista statunitense († 1976)
- 26 ottobre - Paolo Giammarco, allenatore di calcio e calciatore italiano († 2003)
- 26 ottobre - Lone Maslocha, fotografa danese († 1945)
- 26 ottobre - Fabrizio Menghini, giornalista italiano († 1995)
- 26 ottobre - Adolfo Vigorelli, partigiano italiano († 1944)
- 27 ottobre - José Adem, matematico messicano († 1991)
- 27 ottobre - Benito Alazraki, regista, sceneggiatore e produttore cinematografico messicano († 2007)
- 27 ottobre - Antonio Cederna, giornalista, ambientalista e politico italiano († 1996)
- 27 ottobre - Oldřich Černík, politico cecoslovacco († 1994)
- 27 ottobre - Leonardo Costagliola, calciatore e allenatore di calcio italiano († 2008)
- 27 ottobre - Olavi Ojanperä, canoista finlandese († 2016)
- 28 ottobre - Gino Mattarelli, politico italiano († 1986)
- 28 ottobre - Frederick Mayer, militare e agente segreto statunitense († 2016)
- 28 ottobre - Chico O'Farrill, compositore, arrangiatore e direttore d'orchestra cubano († 2001)
- 28 ottobre - Stan Palk, calciatore inglese († 2009)
- 28 ottobre - Vincenzo Scarlato, politico italiano († 2003)
- 28 ottobre - Carlo Taranto, attore italiano († 1986)
- 29 ottobre - Elena Bono, scrittrice, poetessa e traduttrice italiana († 2014)
- 29 ottobre - Jess Hahn, attore statunitense († 1998)
- 29 ottobre - Dick Holub, cestista e allenatore di pallacanestro statunitense († 2009)
- 29 ottobre - Ed Kemmer, attore statunitense († 2004)
- 29 ottobre - Raffaele Soru, militare italiano († 1961)
- 29 ottobre - Baselios Thoma Didymos I, vescovo cristiano orientale indiano († 2014)
- 29 ottobre - Fausto Tozzi, attore e sceneggiatore italiano († 1978)
- 30 ottobre - Göthe Grefbo, attore svedese († 1991)
- 31 ottobre - Nino Erné, scrittore e traduttore tedesco († 1994)
- 31 ottobre - Michael Maule, ballerino e insegnante statunitense († 2017)
- 31 ottobre - Antonio Terenghi, fumettista italiano († 2014)
- 31 ottobre - Enrico de Boccard, giornalista, scrittore e agente segreto italiano († 1988)